# 杨恭仁
楊恭仁（568年—639年12月30日），名綸（墓志上名为温），以字行，爵位觀孝公，中国隋唐时期政治人物、唐高祖的宰相。

## 生平
他是隋文帝族侄观德王楊雄的长子，楊雄在隋朝初年与高熲、苏威、虞慶則号称四贵。
北周大象二年（580年），楊恭仁以功臣子赐爵武阳县开国公，寻授仪同大将军。隋文帝开皇元年，进封成安郡开国公，後授左宗卫车骑将军。
隋文帝仁寿三年（603年），楊恭仁为甘州刺史。他为政不纠缠细节，戎人、汉人各得其所。隋文帝对楊雄说：“恭仁在州，甚有善政，非唯朕举得人，亦是卿义方所致也。”同年征召回朝任宗正少卿。
隋炀帝大业五年（609年），迁工部侍郎。六年，楊恭仁转任吏部侍郎。九年，授谒者大夫。613年，杨玄感造反，炀帝命恭仁率兵经略，恭仁于破陵大败杨玄感。杨玄感兄弟挺身逃走，杨恭仁与屈突通等追至阌乡将其擒获。军队凯旋，炀帝召杨恭仁入内殿，说：“我闻破陵之阵，唯卿力战，功最难比。虽知卿奉法清慎，都不知勇决如此也。”纳言苏威也说：“仁者必有勇，固非虚也。”
大业十一年（615年），授辽东道行军总管，跟随隋炀帝征讨高句丽，破高丽军三万人，拜银青光禄大夫。苏威及左卫大将军宇文述、御史大夫裴蕴、黄门侍郎裴矩等受诏参与官员任免，多受贿赂。楊恭仁正直不阿附裴蕴，于是被排挤出中央，出任河南道黜陟大使，讨捕农民起义。他在谯郡（今安徽亳州）被朱粲打败，奔还江都。
618年春，宇文化及杀害隋炀帝，立他的侄子秦王杨浩为帝。宇文化及杀害了大批的隋朝高官和宗室，但是没杀楊恭仁，反而任命他为吏部尚书。宇文化及率驍果军北返，败于李密，宇文化及派楊恭仁守魏县（今河北邯郸）。当时元宝藏据有魏郡，619年，唐朝大臣魏徵劝说元宝藏，捉住楊恭仁送于京师，献给唐高祖。唐高祖李渊在隋朝时和楊恭仁就是朋友，遂封楊恭仁为上柱国，承袭觀国公爵位。
武德二年（619年）春三月，楊恭仁被任命为門下省黄门侍郎。因为楊恭仁熟悉西北军情，唐高祖任命楊恭仁为河西道安抚大使、检校涼州总管，参与平定割据凉州的李轨。楊恭仁很有治绩，自葱岭已东，都向唐朝朝贡。楊恭仁治下，东突厥未敢犯境。 619年冬十月，遥授楊恭仁門下省納言，他仍在涼州主持军务。又平定逆贼贺拔威，请功时转授第六弟杨威为骑都尉。
武德三年（620年），改任侍中。武德六年（623年）四月，唐高祖召他回长安为中書令、吏部尚书，不久又回涼州主持军务。武德九年（626年）六月，唐高祖次子秦王李世民发动玄武门之变，杀死了太子李建成、齐王李元吉，唐高祖被迫立他为太子。楊恭仁被解除宰相职位，转任右卫大将军、鼓旗将军，领京城以西六十余府。
八月，唐高祖传位给唐太宗李世民，唐太宗以楊恭仁为雍州牧（首都最高行政长官），加左光禄大夫，行扬州大都督府长史（扬州大都督是皇子越王李泰，李泰年幼没有上任）。贞观五年（631年），任检校左领军大将军事。以年老请求致仕退休，皇帝给他加勋位至特进。贞观八年（634年），任河北道大使，考察吏治。不久被任为使持节、都督洛怀郑汝四州诸军事、洛州（隋朝和唐高宗以后的东都洛阳）刺史，但随即称病归家。楊恭仁为人谦恭，时人把他比成汉朝的石慶。他的幼弟杨师道娶唐高祖之女桂阳公主，侄女杨氏为唐太宗婕妤，从侄女为巢剌王李元吉妃，侄子楊思敬娶唐高祖之女安平公主。贞观十三年（639年）十二月，楊恭仁去世，年七十二，被追赠开府仪同三司、使持节、潭州等七州都督、潭州刺史，陪葬昭陵，谥号孝。

## 家庭
从武德年间到武则天时期，楊恭仁一族之内，有驸马三人，王妃五人，赠皇后一人，任三品已上官员二十余人，号称盛族。
- 弟：杨师道，灵州总管
- 子：杨思誼
  - 孙：杨嘉賓，晉州刺史
- 子：杨思訓，左屯衛將軍，袭观国公爵。因为右卫大将军慕容宝节之妻打抱不平，被宝节爱妾在酒宴上毒死
  - 孙：杨嘉本，左衛將軍
    - 曾孙：杨慎交，祕書監，袭爵观国公，娶唐中宗女长宁公主
      - 玄孙：杨洄，衛尉卿，娶唐玄宗女咸宜公主
        - 杨悦，娶唐玄宗女卫国公主

      - 玄孙：杨沐
- 子：杨思訥，鳳州刺史。夫人郑氏，沛公郑元璹女

## 传記資料
- 《隋書》卷四十三 列传第十一 观德王传
- 《新唐書》卷一百 列传第二十五 楊恭仁传
- 《旧唐書》卷六十二 列传第十二 楊恭仁传
- 《资治通鉴》卷187, 188, 189, 190